# Curculigo erecta
Curculigo erecta är en enhjärtbladig växtart som beskrevs av Carl Karl Adolf Georg Lauterbach. Curculigo erecta ingår i släktet Curculigo, och familjen Hypoxidaceae. Inga underarter finns listade i Catalogue of Life.